# Bruz
Bruz is een Franse gemeente in het departement Ille-et-Vilaine in Bretagne. De gemeente telde 19.667 inwoners op 1 januari 2022.

## Geschiedenis
In de Romeinse tijd liepen er heerbanen over het grondgebied van de huidige gemeente en was er een stenen brug over de Vilaine. Verder waren er grote landbouwondernemingen.
Bruz werd voor het eerst vermeld in 1070 als een parochie. In 1084 schonk de graaf van Rennes de parochie aan de bisschop van Rennes. Die bouwde daar een herenboerderij, het Hôtel Saint-Armel, die dienst deed als zomerverblijf. In het gehucht Cicé was er een kasteel, dat in 1566 in het bezit kwam van het geslacht Champion. In 1598 werd Cicé een baronie.
In 1731 werd de mijn van Pont-Péan geopend waar galeniet, zilverhoudend looderts, werd gedolven. Toen deze mijn in 1904 sloot, zorgde dit voor economische malaise in het naburige Bruz.
In de nacht van 8 mei 1944 werd de stad getroffen door een verwoestend luchtbombardement door de RAF. Er vielen bij dit vergissingsbombardement 183 doden en 300 gewonden (op een bevolking van 2.800) en de stad werd grotendeels verwoest. Het gemeentehuis, de kerk, scholen en huizen gingen verloren. Na de oorlog werd de stad heropgebouwd. In 1964 werd een herdenkingsmonument voor de doden opgericht in het Parc de la Herverie.

## Geografie
De oppervlakte van Bruz bedroeg op 1 januari 2022 29,95 vierkante kilometer; de bevolkingsdichtheid was toen 656,7 inwoners per km².
De Seiche mondt uit in de Vilaine in de gemeente.
De onderstaande kaart toont de ligging van Bruz met de belangrijkste infrastructuur en aangrenzende gemeenten.

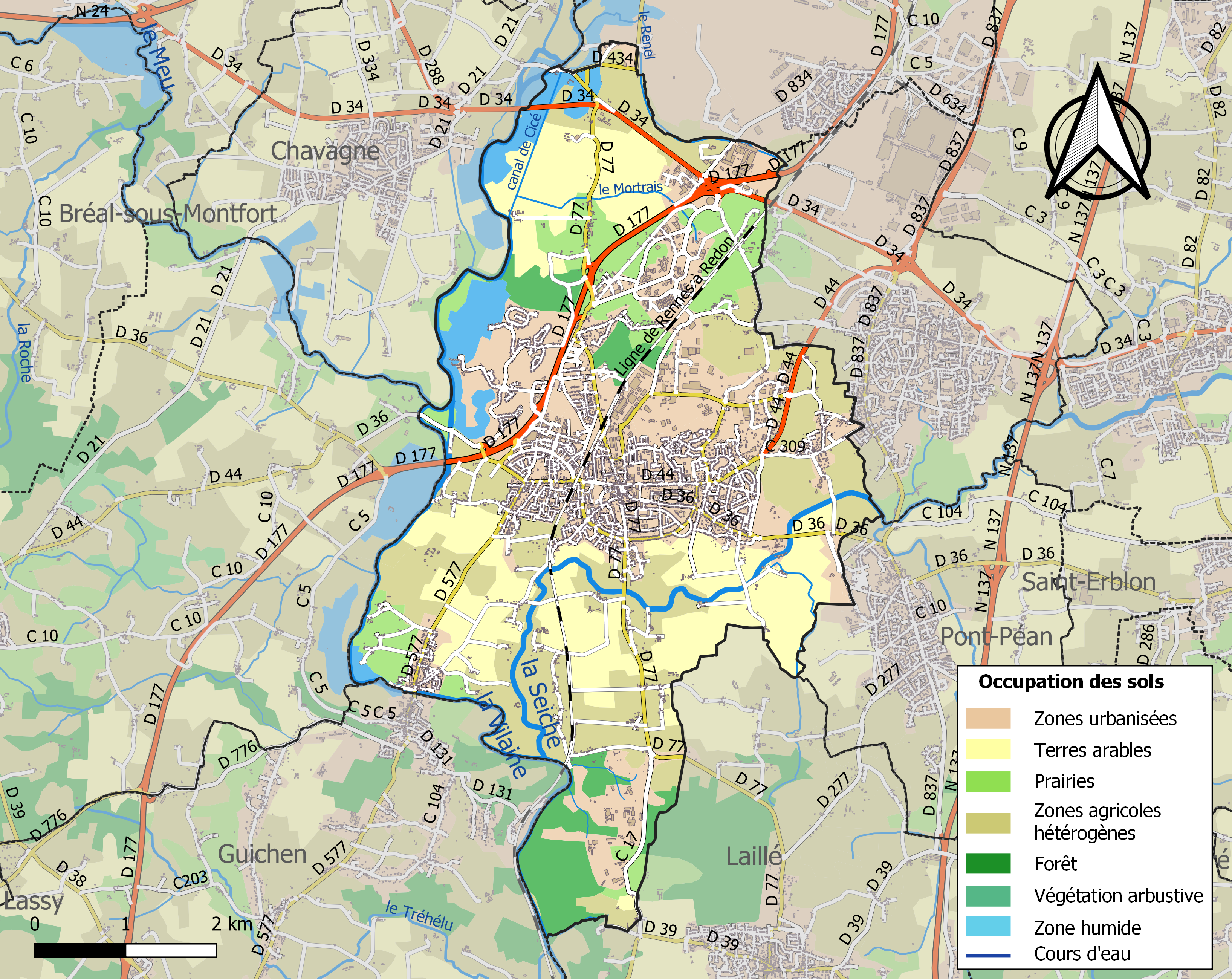

## Verkeer
In Bruz liggen de spoorweghaltes Bruz en Ker Lann.

## Demografie
Onderstaande figuur toont het verloop van het inwonertal, bron: INSEE-tellingen. 

## Bezienswaardigheden
- watermolens op de Vilaine (Moulin du Boël en Moulin de Champcors)
- brug van Pont-Réan (1753-1767), een brug met negen bogen die teruggaat op een eerdere Romeinse brug[3]

## Geboren
- Louis Champion de Cicé (1648-1727), missiebisschop in Siam